# Salah Larbès
Salah Larbès (Argel, Argelia francesa; 16 de septiembre de 1952-26 de febrero de 2024) fue un futbolista argelino que jugaba en la posición de centrocampista.

## Carrera

### Club
| Periodo   | Club                 |
| --------- | -------------------- |
| 1968-1970 | CS Douanes           |
| 1970-1971 | NR Travaux Publiques |
| 1971-1987 | JS Kabylie           |

### Selección nacional
Jugó para Argelia en 46 ocasiones de 1974 a 1982, participó en la Copa Mundial de Fútbol de 1982, los Juegos Olímpicos de Moscú 1980 y en dos ediciones de la Copa Africana de Naciones.

## Logros
- Campeonato Nacional de Argelia (8): 1973, 1974, 1977,1980, 1982, 1983, 1985, 1986
- Copa de Argelia (2): 1977, 1982
- Copa Africana de Clubes Campeones (1): 1981
- Supercopa de la CAF (1): 1982